# Menhir von Gimritz
Der Menhir von Gimritz (wohl auch Langer Hüne oder Teufelstein genannt) war ein Menhir bei Gimritz, einem Ortsteil von Wettin-Löbejün im Saalekreis in Sachsen-Anhalt.

## Lage und Beschreibung
Der Stein befand sich westlich von Gimritz auf einer Anhöhe, nahe dem Flurstück „Teufelsküche“. Dort diente er als Stele auf einem Grabhügel. Er wurde 1913 erstmals von Siegmar von Schultze-Galléra beschrieben, aber wohl irrtümlich an einem anderen Ort lokalisiert. Der damals noch aufrecht stehende Stein wurde in den 1950er Jahren von Waldtraut Schrickel liegend und teilweise in der Erde versunken vorgefunden. In diesem Zustand wurde er auch noch 2004 von Bodo Wemhöner beschrieben. Johannes Groht konnte ihn hingegen trotz ausgiebiger Suche 2005 und 2008 nicht mehr wiederfinden. Er scheint wohl mittlerweile zerstört worden zu sein.
Der Menhir bestand aus Braunkohlenquarzit. Seine Höhe betrug 80 cm, die Breite 60 cm und die Tiefe 30 cm. Er war rechteckig und besaß eine unregelmäßige, unbearbeitete Oberfläche.
Funde aus der Umgebung des Steins stammen aus der Bandkeramik, der Schnurkeramikkultur, der Vollbronzezeit, dem slawischen Frühmittelalter und aus dem Mittelalter.